# Karl von Winning
Karl Otto Ehrenreich von Winning (* 24. Juni 1784 in Sandau; † 17. Oktober 1849 in Schwedt/Oder) war ein preußischer Generalmajor.

## Leben

### Herkunft
Karl war ein Sohn von Karl Otto Ehrenreich von Winning (1752–1838) und dessen Ehefrau Sophie Dorothea, geborene Hesse (1762–1823). Sein Vater war Oberst und Kommandeur des Leib-Karabiner-Regiments sowie Ritter des Ordens Pour le Mérite. Sein jüngerer Bruder Ferdinand (1790–1875) wurde preußischer Generalleutnant.

### Militärkarriere
Winning erhielt seine schulische Bildung im Kloster Berge. Am 15. Februar 1798 trat er als Standartenjunker in das Leib-Karabiner-Regiment der Preußischen Armee ein und avancierte bis Ende November 1803 zum Sekondeleutnant. Im Vierten Koalitionskrieg kämpfte er in der Schlacht bei Jena, wurde 1807 dem 2. Dragoner-Regiment zugeteilt und nach dem Frieden von Tilsit 1808 mit Halbsold inaktiv gestellt. Winning schloss sich, wie bereits sein Bruder, Schill an und nahm an dessen Zug teil. Dafür wurde er im Anschluss von einem Kriegsgericht zu drei Monaten Festungshaft verurteilt.
Am 27. Oktober 1812 kam Winning als Kreisoffizier zur Gendarmerie nach Potsdam. Im Vorfeld der Befreiungskriege wurde er am 1. Mai 1813 als Führer der 3. Eskadron in das Kurmärkische Landwehr-Kavallerie-Regiment versetzt. Dort stieg er am 1. Juni 1813 zum Rittmeister und Eskadronchef auf. Er kämpfte in den Schlachten bei Großbeeren, Dennewitz, Leipzig, Laon, Ligny und Waterloo. Außerdem nahm er an den Gefechten bei Wittstock, Zahna, Soissons, Fleurus sowie den Belagerungen von Soissons und Gorkum teil. Für Dennewitz erhielt Winning das Eiserne Kreuz II. Klasse und für Ligny den Orden des Heiligen Wladimir IV. Klasse.
Nach dem Krieg kam er am 8. März 1816 zum Stamm des 1. Potsdamer Landwehr-Regiment und von dort am 20. März 1820 zum II. Bataillon des 8. Landwehr-Regiments. Er wurde am 30. März 1829 mit Patent vom 31. März 1829 zum Major befördert und am 30. April 1830 dem 2. Dragoner-Regiment aggregiert. Am 8. September 1833 wurde er mit dem Sankt-Stanislaus-Orden II. Klasse ausgezeichnet. Seine Beförderung zum Oberstleutnant erhielt er am 30. März 1840 und die zum Oberst am 22. März 1845. Im Jahr darauf wurde er am 19. Mai 1846 mit Pension verabschiedet. Anlässlich seines 50-jährigen Dienstjubiläums erhielt Winning den Charakter als Generalmajor. Er starb am 17. Oktober 1849 in Schwedt/Oder.

### Familie
Er heiratete am 29. September 1814 in Rathenow Adolfine Betty Freiin von Keller (1790–1819). Aus der Ehe gingen zehn Kinder hervor. Die Tochter Adolfine Betty Karoline (1817–1890) blieb unvermählt. Ihre Schwester Marie Agnes Adelheid (* 1819) heiratete August Adolf Eduard Heinrich von Lettow-Vorbeck (1815–1860), Herr auf Drawehn. Der Sohn Ferdinand von Winning wurde Generalleutnant. Sein jüngster Bruder Heinrich von Winning war zeitweise Gutsherr auf Osdorf bei Großbeeren, südlich von Berlin.
Der Generalleutnant a. D. und Familienchronist Leopold von Winning ist ein Neffe.